# シリル・ラマポーザ
マタメーラ・シリル・ラマポーザ（英語: Matamela Cyril Ramaphosa, 1952年11月17日 - ）は、南アフリカ共和国の政治家、実業家。大統領（第12代）、アフリカ民族会議議長（第14代）である。
副大統領（第7代）、2020年度アフリカ連合議長、国民議会議員（2期）を歴任した。

## 歴史

### 青年期
ヨハネスブルグのソウェトに生まれる。父のサミュエルは警察官で、母のエルドマスとの間の第2子である。ソウェトのツィリッツィ小学校とセカノ・ントアン中学校に通学した。
南アフリカ北東部に位置するバントゥースタンであるヴェンダ共和国シバサのムパプリ高校に入学し、1971年、学生キリスト教運動の代表に選出された。高校卒業後、1972年にリンポポ州の北部大学法学部に入学。
大学在学中、学生運動に関わり、南アフリカ学生機構（SASO）と黒人条約（BPC）に参加した。 1974年、テロリズム法違反容疑で逮捕され、11ヶ月間独房に拘禁された。1976年、ソウェト蜂起を受けて再び逮捕・拘束され、6ヶ月間拘禁された。釈放後、ヨハネスブルグの弁護士事務所に法律事務職で採用され、1981年に南アフリカ大学法学部を卒業した。

### 組合活動
在学中に弁護士資格を取得し大学卒業後、南アフリカ労働組合評議会（CUSA）に法務部門のアドバイザーとして参加。1982年、鉱山労働者の労働組合、全国鉱山労働者連合（NUM）を発足させ第一書記に就任した。しかしラマポーザは、地元の治安判事によって禁止されていたナマクゲールでの会議を組織または計画した容疑で、レボワで逮捕された。ラマポーザが指導している間に、組合員は1982年の6,000人から1992年には30万人に増加し、南アフリカの鉱山業において、黒人労働者全体の半分近くが加入するまでに成長した。
1985年、CUSAを拡充した南アフリカ労働組合会議（COSATU）を結成し、結成大会で基調講演を行った。

### 政治活動
COSATUはアフリカ民族会議（ANC）に参画し、ピーター・ウィレム・ボータ率いる国民党政府に対する反アパルトヘイト運動である統一民主戦線（UDF）と協力した政治運動である大衆民主運動（MDM）を主導した。
1990年、国民党政府は政治囚を釈放した。ラマポーザは、ネルソン・マンデラの釈放と国内での歓迎集会の開催を調整した。1991年にはラマポーザはANC事務総長に選出され、またスタンフォード大学の客員教授に就任した。
事務総長に就任後、国民党政府とアパルトヘイト終結に向けてANCの交渉責任者となり、アパルトヘイトの平和的な廃止に向けて交渉力を発揮した。1994年の総選挙で国民議会議員に当選し、憲法制定会議の議長に選出されマンデラの側近として国民統一政府の中心人物となった。
マンデラは次期大統領にラマポーザを考えていたが、1997年のANC議長選挙で副大統領のタボ・ムベキに敗れたことから、公的役職をすべて辞任した。

### 実業界へ
1997年、投資企業であるニュー・アフリカ・インベストメンツ・リミテッドの取締役就任を皮切りに。多国籍通信企業のMTNグループ取締役会長、ロンミン取締役など南アフリカの代表的な経営者として活動し64億ランド（約400億円）に上る資産を形成した。

### 政界復帰・副大統領
ANCの全国執行委員会委員としての活動は継続し、2012年に実施したANCの副議長選挙に出馬し、大統領でANC議長のジェイコブ・ズマの支持を得て、ムプマランガ州元首相のマシューズ・フォサやハウテン州元首相のトーキョー・セックスウェールを抑え選出された。
2014年5月、ズマの大統領再選に伴い副大統領に就任した。憲法の規定に基づき国民議会に対する政府代表に任命されるとともに翌6月には国家計画委員会委員長に任命された。
2017年、ANC議長選挙に出馬し、出身母体であるCOSATU、NUMなどの労働組合や、北ケープ、東ケープ、ハウテン州の党地方組織や反ズマ派の党有力者の支援を受け、ズマ大統領の元妻であるヌコサザナ・ドラミニ・ズマを破りANC議長に選出された。

### 大統領
2018年2月、汚職容疑の高まりを受けてANCより辞職勧告を受けていたズマが大統領を辞任した。2月15日に国民議会はラマポーザを大統領に選出した。
2022年11月22日、イギリスを訪問。当時のリシ・スナク首相らに迎えられ、チャールズ3世治世下で初めてイギリスを訪問した外国首脳となった。同年12月13日、不正資金疑惑の浮上したラマポーザに対する弾劾の是非を審議する委員会の設置案の採決が国民議会にて行われ、賛成148票、反対214票で否決。同月19日にはANC議長選挙が行われ、予想外の接戦になったが再選された。
2024年5月29日に執行された総選挙では政権の腐敗や経済の低迷が批判され、ANCは400議席中159議席にとどまり、第1党こそ維持したもののアパルトヘイト政策の撤廃以降はじめて過半数を割った。その後は民主同盟など少数政党との連立で合意し、6月14日に下院議会にて行われた大統領選出選挙では283票を獲得し、44票に留まった経済的解放の闘士党首のジュリアス・マレマを抑えて勝利し、大統領に再選された。

## 政策・主張

### 内政
大統領に就任して以来、土地改革と経済をおもな優先事項とし、2018年初頭以来100人以上の命を奪ったリステリア症の発生にも対処してきた。2018年2月には、南アフリカ議会にて「補償なし」の土地収用を認める憲法の「財産条項」の修正に着手することを241対83で可決した。
2021年6月10日、ラマポーザは、政府や民間企業がライセンスなしで生産できる電力量の基準を1メガワットから100メガワットに引き上げると発表した。この決定は、進行中のエネルギー危機（英語版）の中で国が直面する増大する課題に対応し、ラマポーザ及び政府の力を借り、南アフリカの経済回復において「活力」を与えるために行われたものとされる。

### 外交
2022年2月24日から始まったウクライナ侵攻後、ラマポーザはロシアを非難したり、ロシアに対するいかなる制裁にも同意しなかった。1か月後、彼は両国指導部の間の仲介を依頼されたために中立を維持することが不可欠であると述べた。